# La Patria
La Patria är en ort i Mexiko.   Den ligger i kommunen Tapachula och delstaten Chiapas, i den sydöstra delen av landet, 900 km sydost om huvudstaden Mexico City. La Patria ligger 1 097 meter över havet och antalet invånare är 347.
Terrängen runt La Patria är kuperad åt sydväst, men åt nordost är den bergig. Runt La Patria är det ganska tätbefolkat, med 179 invånare per kvadratkilometer. Närmaste större samhälle är Cacahoatán, 15,4 km sydost om La Patria. I omgivningarna runt La Patria växer i huvudsak städsegrön lövskog.